# Yuriy Kutsenko (athlétisme)
Pour les articles homonymes, voir Iouri Koutsenko et Koutsenko.
Yuriy Mikhaylovich Kutsenko (en russe : Ю́рий Миха́йлович Куце́нко), né le 5 mars 1952 dans l'oblast de Belgorod et mort le 22 mai 2018 à Belgorod, est un athlète soviétique puis russe, spécialiste du décathlon.

## Biographie
(octobre 2007).
Si vous disposez d'ouvrages ou d'articles de référence ou si vous connaissez des sites web de qualité traitant du thème abordé ici, merci de compléter l'article en donnant les références utiles à sa vérifiabilité et en les liant à la section « Notes et références ».
Yuriy Kutsenko a passé son enfance dans le village de Tavrovo, jouant notamment au football, au volley-ball et au hockey sur glace durant ses temps libres. Puis, il étudia au technicum de Chebekino où il s'intéressa à la course d'orientation. Après deux ans de service militaire, il travailla dans la fabrique de chaudières d'Energomach à Belgorod. Dans cette usine, il y avait un club de sport où il fut invité à s'entraîner dans la section d'athlétisme. Au bout d'une année dans ce club, il s'intéressa au décathlon, à l'âge de 23 ans. L'entraînement devint plus sérieux et il enchaînait les distinctions. En 1976, il était Candidat à maître des sports puis en 1977, Maître des sports de l'URSS et en 1978, Maître des sports de l'URSS, classe internationale.
Il a participé aux Jeux olympiques d'été de 1980 à Moscou, y remportant l'argent derrière le Britannique Daley Thompson. Après les jeux, il retourna à Energomach et y travailla vingt ans comme forgeron.

## Palmarès

### Jeux olympiques d'été
- Jeux olympiques d'été de 1980 à Moscou (URSS)
  -  Médaille d'argent au décathlon

### Championnats d'Europe d'athlétisme
- Championnats d'Europe d'athlétisme de 1978 à Prague (Tchécoslovaquie)
  - 5e au décathlon